# Světlá nad Sázavou
Světlá nad Sázavou (niem. Swetla) – miasto w Czechach, w kraju Wysoczyna. 
Według danych z 31 grudnia 2003 powierzchnia Světléj wynosiła 4 209 ha, a liczba jego mieszkańców 7 037 osób.
Do 2008 i od 2012 funkcjonuje tu huta szkła kryształowego, obecnie własność spółki Bomma. 

## Demografia
| Rok             | 1970  | 1980  | 1991  | 2001  | 2003  | 2014  |
| --------------- | ----- | ----- | ----- | ----- | ----- | ----- |
| Liczba ludności | 4 363 | 6 116 | 7 147 | 7 188 | 7 037 | 6 735 |

Źródło: Czeski Urząd Statystyczny